# Mavis Tate
Mavis Constance Tate (17 août 1893 – 5 juin 1947), baptisée sous le nom de Maybird Hogg, est une femme politique britannique conservatrice et militante pour les droits des femmes.

## Vie personnelle
Mavis Constance Tate se marie avec le capitaine G.H. Gott en 1915, et divorce en 1925.
Elle se remarie avec Henry Tate, en 1925 et divorce en 1944. Elle souffre d'une dépression nerveuse en 1940.
Elle meurt à Londres en 1947 d'un empoissonnement au gaz.

## Carrière politique
En tant que membre du Parti conservateur, Mavis Tate est élue députée (en Angleterre, la fonction est appelée Member of Parliament, ou MP) pour la circonscription de Willesden West en 1931. Toutefois, en 1935, elle change pour la circonscription de Frome.
Il est dit qu'elle fut l'un des premiers membres de groupe d'Archibald Ramsay lors de sa création en mai 1939. Ce groupe, dénommé « Right Club », réunissait des sympathisants antisémites aux accointances fascistes. Mais ces allégations étaient peu plausibles car elle fit partie de celles qui protestèrent publiquement contre la persécution allemande des juifs en novembre 1938.

## Militante des droits des Femmes
Marvis Tate est une partisane de l'armement des femmes afin de résister à l'invasion allemande en 1940.
Elle siège au Women's Power Committee de 1941 ainsi qu'au Equal Pay Campaign Committee de 1942, où elle était la porte-parole pour la défense de l'équité de traitement des femmes ayant contribué à l'effort de guerre.

## Journalisme
Juste après la fin de la Seconde Guerre mondiale, Marvis Tate se rend au camp de concentration nazi de Bergen-Belsen en Allemagne afin d'y faire un reportage sur les atrocités perpétrées. Elle témoigna de sa visite dans des actualités filmées pour British Pathé News (en)